# التذكرة بأحوال الموتى وأمور الآخرة
التذكرة بأحوال الموتى وأمور الآخرة. كتاب ألفه أبو عبد الله محمد بن أحمد بن أبي بكر بن فرح الأنصاري الخزرجي شمس الدين القرطبي
(المتوفى: 671هـ)، يدور موضوع الكتاب على أحوال الموتى وما يتعلق بها من أمور الآخرة، ورتب المؤلف موضوعه ترتيبا راعى فيه تسلسل الموضوعات وقسمه إلى أربع وحدات:
- الوحدة الأولى: الموت ومقدماته ثم القبر وعذابه ونعيمه وما ينجي منه إلى نفخ البعث.

الوحدة الثانية: تبدأ بالبعث والنشور والنفخ في الصور، والحشر والموقف وأهواله وما ينجي منه.
- الوحدة الثالثة: في دخول أهل الجنة الجنة وما أعد الله لأهلها من النعيم المقيم، وفي دخول أهل النار النار وما أعد لأهلها من العذاب الأليم.
- الوحدة الرابعة: في ذكر الفتن والملاحم وأشراط الساعة.[2]

## منهج المؤلف في كتابه
قال في مقدمة الكتاب: نقلته من كُتب الأئمة، وثِقات أعلام هذه الأمّة حسب ما رأيته أو رويته، وسترى ذلك منسوبا مُبَيّنا، إن شاء الله تعالى، وبوّبته بابا بابا، وجعلت عَقِب كل باب فصلا أو فصولا نذكر فيه ما يُحتاج إليه من بيان غريب، أو فقه في حديث، أو إيضاح مُشكل، لِتَكْمُل فائدتُه، وتَعظم منفعته.

## وصلات خارجية
- التذكرة بأحوال الموتي مقدمة المؤلف القرطبي على يوتيوب.